# Operation Ka
Tulagi und Gavutu-Tanambogo – Savo Island – Tenaru – Ost-Salomonen – Bloody Ridge – Operationen am Fluss Matanikau – Cape Esperance – Henderson Field – Santa-Cruz-Inseln – Matanikau-Offensive – Koli Point – Carlsons Patrouille – Guadalcanal – Tassafaronga – Mount Austen – Rennell Island – Operation Ke – Operation Cleanslate
Die Operation Ka war die Gegenoffensive des Japanischen Kaiserreichs als Reaktion auf die Besetzung der Inseln Florida und Guadalcanal im Rahmen der Operationen Ringbolt und Watchtower durch US-amerikanische Truppen während des Pazifikkriegs im Zweiten Weltkrieg.

## Vorgeschichte
Die beiden US-Operationen in den Salomonen wurden von der 1st Marine Division unter dem Befehl von Generalmajor Alexander A. Vandegrift unter dem örtlichen Kommando von Vizeadmiral Frank Jack Fletcher und dem Gesamtkommando der South Pacific Force of the Pacific von Vizeadmiral Robert L. Ghormley am 7. August 1942 ausgeführt.
Für das japanische Kaiserreich war die Insel Guadalcanal für die Sicherheit ihrer äußeren Verteidigungslinie strategisch äußert wertvoll. Daher bestand der Plan darin, die Insel zu einem Stützpunkt auszubauen, von dem aus die Seekommunikationslinien der Alliierten über den Pazifik, von den Vereinigten Staten nach Australien und Neuseeland, unterbrochen werden könnten. Aus diesem Grund planten und starteten die Japaner daher die Operation Ka, um die US-Marines und ihre unterstützenden Seestreitkräfte vom südöstlichen Ende der Salomonen-Inseln zu vertreiben.
Zunächst beschränkten sich die japanischen Bemühungen auf wiederholte Luftangriffe, so dass Fletcher sich am 8. August gezwungen sah, seine gefährdeten Flugzeugträger und Transportschiffe auf die Inseln Espíritu Santo und Neukaledonien zurückzuziehen.
Zu diesem Zeitpunkt hatte die japanische Armee die Verantwortung für Landoperationen auf Guadalcanal von der japanischen Marine übernommen. Generalleutnant Hyakutake Seikichi, Kommandeur der 17. Armee mit Hauptquartier in Rabaul auf der Insel Neubritannien, glaubte, dass sich auf Guadalcanal nur 2.000 US-Truppen befanden und dass eine Streitmacht von 60.000 japanischen Truppen ausreichen würde, um sie zu besiegen. Dies war eine radikale Unterschätzung der tatsächlichen Stärke der US-Streitkräfte und resultierte aus einem Versagen der japanischen Geheimdienste, dessen Auswirkungen sich bis weit in den Guadalcanal-Feldzug auswirkten.

## Planung
Die Planungen für die Operation Ka begannen Mitte August 1942 und umfassten die Verlegung einer kompletten Infanteriebrigade unter dem Kommando von Generalmajor Kawaguchi Kiyotake.
Für die Operation Ka wurde Hyakutake Seikichi dem 28. Regiment der aus drei Regimentern bestehenden 7. Brigade der 7. Division unter Generalleutnant Koito Gyōichi zugeteilt.
Die 35. Brigade von Generalmajor Kawaguchi Kiyotake, basierend auf dem 124. Regiment der 18. Division unter Generalleutnant Renya Mutaguchi  zu dieser Zeit noch auf Mindanao in den Philippinen stationiert, umfasste 6.000 Mann.
Doch anstatt sich die Zeit zu nehmen, um die gesamte ihm zur Verfügung stehende Streitmacht an zwei verschiedenen Standorten zu sammeln, beschloss Hyakutake sofort, die 2.328 Mann des verstärkten 28. Regiments einzusetzen, das nach seinem Befehlshaber, Oberst Ichiki Kiyonao, als Ichiki-Abteilung bekannt wurde.
Da die Gegenoffensive noch vor der Indienststellung von Henderson Field durch die Amerikaner beginnen sollte, befahl Vizeadmiral Mikawa Gun’ichi, der Kommandant der 8. Flotte mit Sitz in Rabaul, am 15. August Konteradmiral Tanaka Raizō, dem Kommandanten des 2. Zerstörergeschwaders, sechs Schiffe seiner Zerstörerdivisionen 4 und 7 zur Landung der Ichiki-Abteilung einzusetzen und die ersten 917 seiner Männer auf Guadalcanal anzulanden. Die Operation erhielt die Bezeichnung KA und sollte am 24. August starten. Noch am selben Tag sollten zwei Bataillone der 35. Brigade das Truk-Atoll nach Tulagi verlassen und bis zum 27. August sollte die Ichiki-Abteilung Henderson-Feld zurückerobert haben. Die lokale Luftüberlegenheit durch die dortige Stationierung von Zero-Jagdflugzeugen sollte anschließend gewährleistet werden. Für den Folgetag war das Eintreffen der 35. Brigade vorgesehen, die als sogenanntes „Räumkommando“ gegen die Amerikaner vorgehen und Guadalcanal und Tulagi zurückerobern sollte.

## Vor der Operation Ka
Zu Beginn des Feldzugs in den Salomonen besetzten japanische U-Boote wochenlang den Ironbottom Sound, beschossen die amerikanischen Truppen jede zweite Nacht, schickten nützliche Aufklärungsberichte und verjagten gelegentlich Transporter, die versuchten, Vorräte an Land zu bringen. Japanische Zerstörer folgten den U-Booten und bombardierten ebenfalls die Stellungen der Marines.
Der erste aufgezeichnete Fall davon ereignete sich am Abend des 16. und 17. August, als drei Zerstörer 113 Mann der 5. Yokusuka Speziallandungseinheit abgesetzt hatten und dann sowohl Tulagi als auch Guadalcanal bombardierten.

## Start der Operation

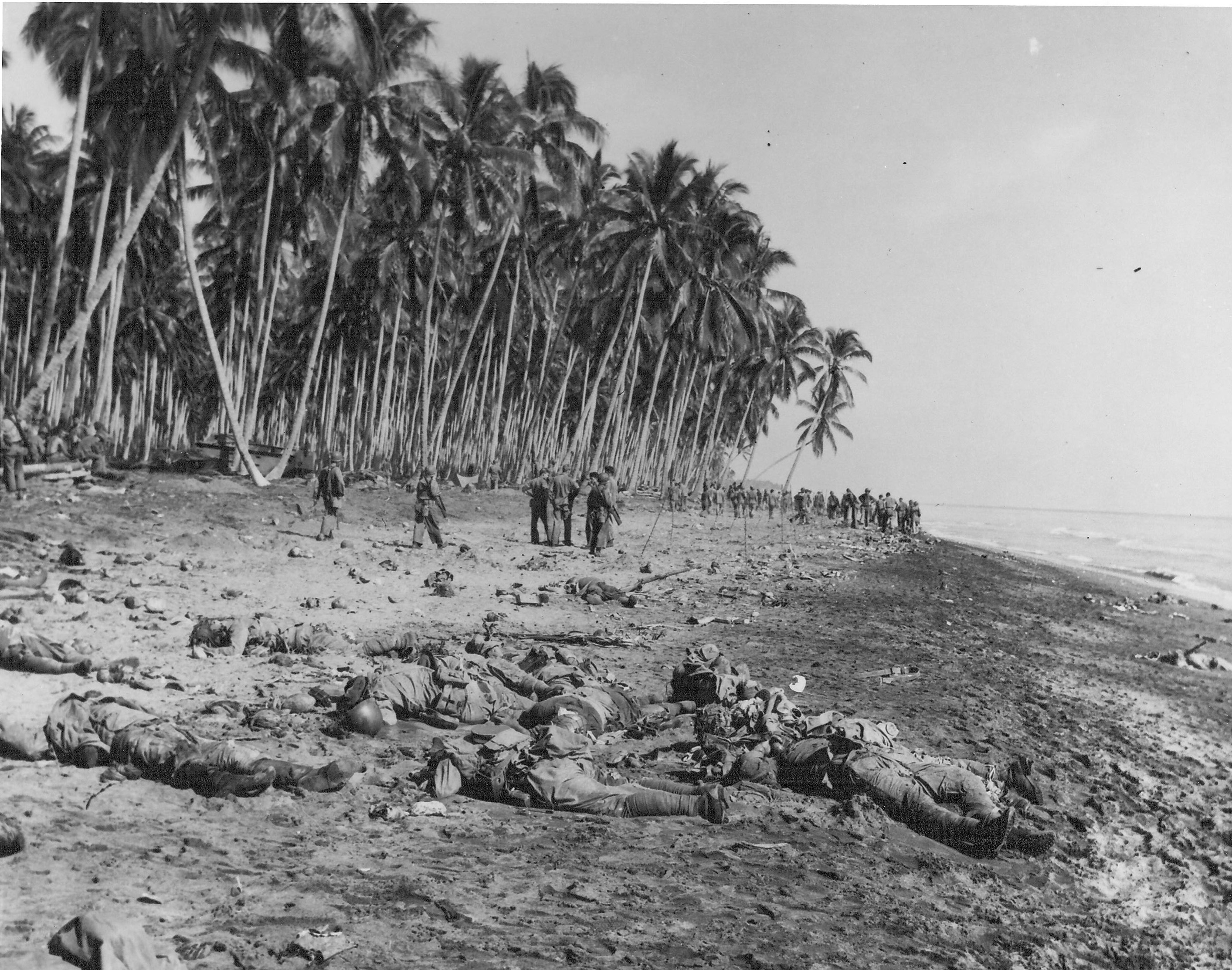
Getötete japanische Soldaten der Ichiki-Abteilung am Strand nach der Schlacht am Tenaru

Gegen 1:00 Uhr am 19. August wurde etwa 35 Kilometer östlich von Lunga Point bei Taivu Point, die Ichiki-Abteilung mit 917 Mann von sechs Zerstörern ohne Gegenwehr angelandet. Drei der Zerstörer bombardierten auch kurz darauf Tulagi. Um die westlich liegenden Amerikaner und deren Stellungen auszukundschaften, schickte Oberst Ichiki Kiyonao seine Männer auf Patrouillengänge. In der Folge entbrannte am 21. August die Schlacht am Tenaru und zwei Tage später auf See die Schlacht bei den Ost-Salomonen.
Nachdem das Hauptquartier der 17. Armee vom Scheitern der Truppen unter Oberst Ichiki Kiyonao und dessen Tod auf Guadalcanal und der Blockierung von Tanaka Raizōs Transportern erfahren hatte, wies es Kawaguchi an, eine Vorhut von etwa 600 Mann an Bord von Zerstörern nach Guadalcanal zu schicken. Sie sollten einen Brückenkopf auf der Insel bilden, alle überlebenden Streitkräfte dort verstärken und auf die Ankunft von Kawaguchis Hauptstreitmacht warten.
Nach der Seeschlacht bei den östlichen Salomonen standen den Japanern zwei Methoden zur Verfügung, um das schnelle Wachstum der amerikanischen Luftstreitkräfte auf Guadalcanal einzudämmen: Deren Zermürbung in der Luft und die Besetzung des Flugfeldes selbst. In den folgenden zwei Wochen verfolgten die Japaner energisch das erste Mittel und bereiteten sich gleichzeitig auf das zweite vor.

### Luftoperationen
In der Luft glaubten die Japaner immer noch, sie könnten die amerikanische Cactus Air Force in einem Zermürbungskrieg besiegen und entwickelten die notwendigen Pläne. Am 29. August verfügten sie in Rabaul über 88 Flugzeuge, von denen allerdings nur 44 einsatzbereit waren, verglichen mit 160 zugewiesenen Flugzeugen im Juli des Jahres. Angesichts des kritischen Mangels entwickelte das Hauptquartier der imperialen Marine einen Plan, um die Stärke von Rabaul bis zum 20. September auf 236 Kampfflugzeuge zu erhöhen, darunter 93 Langstrecken-Zeros und 81 Bettys. Zudem erkannten die Japaner auch die Bedeutung des Baus eines Flugfeldes näher an Guadalcanal. Am 8. September genehmigte das IJN-Hauptquartier den Bau einer Landebahn an der südöstlichen Spitze von Bougainville bei Buin.
Aufgrund des schlechten Wetters und des schlechten Managements dauerte der Bau in Buin deutlich länger als erwartet. Zudem behinderte der Mangel an Flugzeugpersonal und Flugzeugen die japanische Strategie und die Amerikaner erwiesen sich als fähig, mit der begrenzten Aufstockung der Kaiserlich Japanischen Marineluftstreitkräfte mitzuhalten.
An elf verschiedenen Tagen zwischen dem 26. August und dem 14. September führten die Japaner 14 Luftangriffe durch. An neun Tagen verhinderte das schlechte Wetter, dass die 11. Luftflotte einen Angriff fliegen konnte. Bei zwei weiteren Angriffen verdeckten Wolken das Henderson Field und verhinderten so wirksame Bombenabwürfe. Während diesem Zeitraum flogen die Japaner mit 437 Flugzeugen und 1.825 Besatzungsmitgliedern Angriffe auf Guadalcanal. Insgesamt kostete der Luftkampf den Japanern 51 Flugzeuge und über 160 Besatzungsmitglieder.
Auch die Amerikaner mussten starke Abnutzungserscheinungen hinnehmen. Zwar hatten die Wildcats einen Höhenvorteil über die japanischen Jäger, jedoch schossen die Japaner 18 der 180 abfangenden Cactus Air Force-Jäger ab.

### Eingreifen der US-Marines
General Vandegrift stellte am 21. August mit der Verlegung des 2. Bataillons der 5. Marines von Tulagi nach Guadalcanal sechs Infanteriebataillone auf; immer noch zu wenig Soldaten, um eine sichere Verteidigung des langen Perimeters bei Henderson Field zu gewährleisten. Außerdem war ein zweiter Angriff über den Matanikau hinaus geplant, der jedoch wegen der Seeschlacht verschoben wurde.

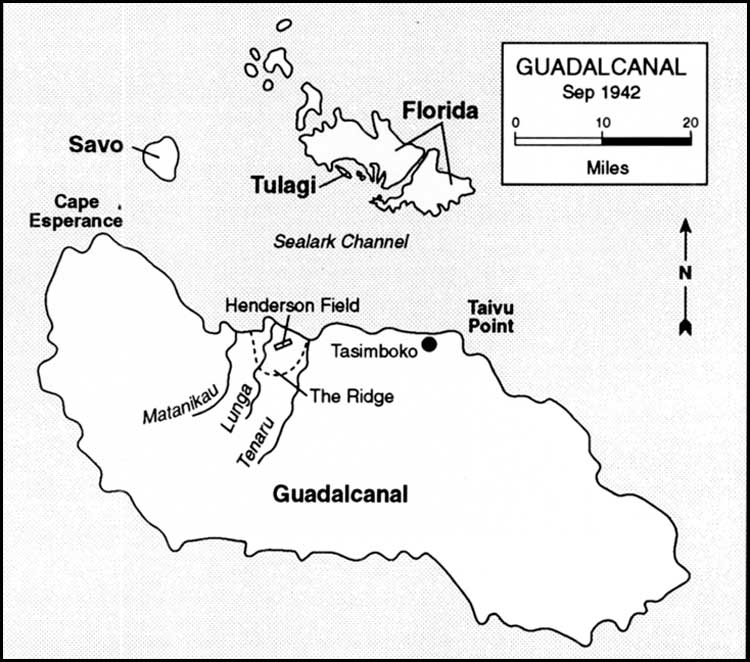

Am 27. August um 07:00 Uhr ging das 1. Bataillon der 5. Marines unter Oberstleutnant William E. Maxwell. von Booten westlich von Kokumbona an Land und fand in zurückgelassenen Mahlzeiten Anzeichen japanischer Präsenz. Die Landung war um 7:30 Uhr abgeschlossen und sofort wurde der Vormarsch nach Osten begonnen.
Das Bataillon rückte langsam durch das unwegsame Gelände vor, bis es eine Position erreichte, in der sich das Küstenflachland auf eine Breite von weniger als 200 Metern verengte. Dorthin schossen sie mit Maschinengewehr- und Gewehrfeuer sowie mit Mörsergranaten, die durch die vordersten Reihen der sich dort befindenden Japaner fegten. Aber die Japaner konnten den Versuch, ihre Position seewärts zu umgehen, relativ leicht abwehren.
Maxwell erkannte bald, dass er den japanischen Widerstand nicht überwinden und bei Einbruch der Dunkelheit nicht in den Umkreis zurückkehren konnte. Da es jetzt schnell dunkel wurde war es zu spät um das Gefecht wieder aufzunehmen und das Bataillon verbrachte die Nacht auf einer Anhöhe. Unterdessen flüchteten die Japaner aus Angst vor einer Einkesselung und nahmen 40 Verwundete mit. Im Morgengrauen übersah das 1. Bataillon den Schauplatz der Kämpfe und zählte zwanzig tote Japaner. Die Verluste der Marines beliefen sich auf drei Tote und neun Verwundete.
In der Nacht des 28. August gelang es den Japanern, 1.000 Mann zusammen mit Artilleriegeschützen ohne Verluste zu landen. Damit war das Muster für einen Großteil des restlichen Feldzugs in der Gruppe der Salomonen vorgegeben. Die US-Streitkräfte waren tagsüber überlegen, doch nachts ging die Kontrolle an die Japaner mit ihren besser geübten Nachtkampftaktiken über.

### Tokyo Express
Die Nachschubfahrten der japanischen Schiffe waren so regelmäßig, dass sie bei den Amerikanern als Tokyo Express bekannt wurden. Die Japaner selbst sprachen vom Nezumi Yusō (鼠輸送, dt. „Mäusetransport“). Vollgetankt konnten die Zerstörer im Schutz der Dunkelheit etwa 150 Infanteristen oder 30–40 Tonnen leichte Versorgungsgüter pro Schiff transportieren. Der Tokyo Express wurde schnell zum Rückgrat des japanischen Logistikplans und war für den Transport der meisten von Kawaguchis 6.200 Mann verantwortlich. Selbst wenn die Cactus Air Force die Konvois entdeckte, war sie kaum in der Lage, die schnell fahrenden Zerstörer bei Nacht zu bekämpfen. Gelegentlich konnten die amerikanischen Flugzeuge begrenzte Schäden anrichten, die jedoch häufig mit schweren eigenen Verlusten einhergingen. Die Zerstörer waren jedoch nicht in der Lage, schwere Ausrüstung oder Artillerie zu liefern, was für die Japaner problematisch war.
In der Nacht vom 28. auf den 29. August konnten die Japaner in der Nähe von Kap Taivu weitere Truppen anlanden; ebenso in der darauf folgenden Nacht. Weitere 1.000 Mann der Abteilung „Kawaguchi“ kamen in der Nacht des 31. August an Land.
Bei dem Versuch, einen US-amerikanischen Verstärkungskonvoi anzugreifen, wurde das japanische U-Boot I-123 am 29. August vom US-amerikanischen Minensuchzerstörer Gamble versenkt.
In den ersten beiden Septemberwochen lief der Tokyo-Express wie eine gut geölte Maschine. Am 1., 2., 4. und 5. September gab es Läufe zum Taivu Point und am 11. September einen Lauf zur Kamimbo-Bucht auf der Westseite von Guadalcanal. Diese Läufe transportierten den größten Teil der Kawaguchi-Abteilung mit ihren Vorräten und ihrer leichten Ausrüstung zum Taivu Point, genau wo Kawaguchi sie haben wollte.

### Kämpfe am Kap Taivu und Bloody Ridge

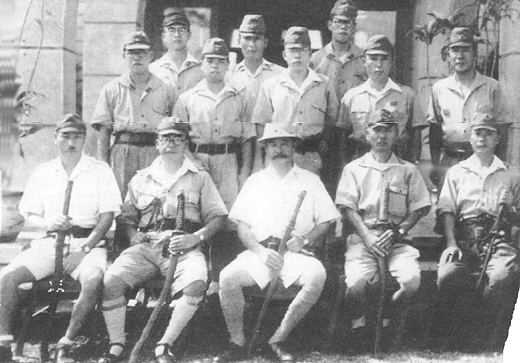
Das Hauptquartier der Kawaguchi-Brigade landete am 6. September 1942 in der Nähe von Tasimboko. 48 Stunden später wurde ihr Stützpunkt vom 1. Marine-Raider-Bataillon angegriffen und zerstört. Das Bild zeigt Generalmajor Kawaguchi in der Mitte mit seinen Männern wahrscheinlich auf den Philippinen.

Bis zum 6. September war die Stärke der japanischen Streitkräfte auf der Insel mit insgesamt 6.200 Mann wie folgt verteilt:
- Östlich des amerikanischen Perimeters befanden sich 2.990 Mann zwischen Taivu Point und Tasimboko, einschließlich des Hauptquartiers der 35. Infanteriebrigade; die Hauptstärke der 124. Infanterie; und die zweite Staffel des Ichiki-Detachment mit einigen Überlebenden der ersten Staffel.
- Westlich des amerikanischen Perimeters, jenseits von Kokumbona, befanden sich etwa 200 Mann, bestehend aus Teilen der 124. Infanterie (die von Oberst Akinosuke Oka zusammengestellt wurde), einigen Mitarbeitern der Speziallandungseinheiten der Marine sowie den 11. und 13. Pionieren.[6]

Das 1. Marine-Raider-Bataillon von Oberstleutnant Merritt A. Edson griff  am 8. September zusammen mit Marinesoldaten des 1. Fallschirmjägerbataillons die japanischen Stellungen am Kap Taivu an. Der Angriff vertrieb die japanische Nachhut vorübergehend aus ihrem Stützpunkt in Tasimboko. Es war einer der erfolgreichsten Angriffe gegen die Japaner auf Guadalcanal. Die Amerikaner verloren dabei nur zwei Soldaten und hatten sechs verwundete Männer in ihren Reihen. Mindestens 27 Japaner waren getötet und wichtige Dokumente erbeutet worden und die Marines hatten die japanischen Vorbereitungen für den nächsten Großangriff auf Henderson Field gestört. Kawaguchi verlegte daraufhin den Termin seines Angriffs auf den 12. September.
Bis zum 9. September war General Hyakutake Seikichi der Oberbefehlshaber der 17. Armee, selbst mit einem Großteil der 2. Division von Generalleutnant Maruyama Masao auf Guadalcanal gelandet.
Am 12. September begann nach einem japanischen Bombardement aus der Luft und von See auf Henderson Field und den amerikanischen Stellungen gegen 21:30 Uhr die Schlacht am Bloody Ridge. Bei den schweren Kämpfen, die bis zum 14. September andauerten, verloren die Amerikaner etwa 20 % der eingesetzten Männer – 31 Tote, 103 Verwundete und neun Vermisste waren zu beklagen. Japanische Quellen zufolge, in Form von Dokumenten und Informationen von Gefangenen, zeigen, dass etwa 1500 Opfer zu beklagen waren. Der Rest der Ichiki-Abteilung war ausgelöscht worden, das 1. Bataillon der 124. Infanterie, und das 2. Bataillon der 4. Infanterie, wurden schwer getroffen.

### Weitere Verstärkungsfahrten
Im weiteren Verlauf des Monats wurden immer noch japanische Verstärkung herangezogen. Bis Ende September waren beispielsweise der Rest des 4. Infanterieregiments und die gesamte 29. Infanterie gelandet. Es waren auch etwa 600 Ersatzmänner für die schwer angeschlagene 124. Infanterie eingetroffen, die bei dem Angriff auf die Stellungen des 3. Bataillons der 1. Marines fast ihr gesamtes 1. Bataillon verloren hatte.
Bei diesen Verstärkungsfahrten ergaben sich jedoch einige Schwierigkeiten. Am 21. September wurde der Zerstörer Kagerō von amerikanischen Kampfflugzeugen, die von Henderson Field kamen, beschossen, als er Truppen in der Gegend der Kamimbo-Bucht ausschiffte. Drei Tage später wurden die Zerstörer Kawakaze und Umikaze an derselben Stelle ebenfalls von auf Henderson Field stationierten Flugzeugen bombardiert und beschossen, wobei beide beschädigt wurden. Am 22. September erfolgte ein Nachtangriff mit Leuchtraketen auf andere Zerstörer in der Nähe von Visale. Über Schäden ist nichts bekannt.
Zwischen dem 24. und 26. September kam es an Land zu Angriffen der Marines auf japanische Stellungen am Fluss Matanikau (→ Operationen am Fluss Matanikau). Nachdem sich die Marines zunächst zurückziehen mussten, konnten bei Kämpfen am 7. und 9. Oktober erhebliche Erfolge erzielt werden.
In der ersten Oktoberwoche waren die Einsätze des Tokyo Express weitgehend erfolgreich. In mehreren Nächten verhinderten das Wetter und das fehlende Mondlicht einen erfolgreichen Einsatz, und die operativen Verluste der Cactus Air Force waren in dieser Zeit hoch. Gelegentlich beschädigte die Cactus Air Force einen Zerstörer und zwang ihn zur Umkehr, aber häufiger konnte die Cactus Air Force die Angriffe der Zerstörer nicht verhindern. Wie zuvor hinderten die nächtlichen Flüge der amerikanischen Kampfflugzeuge die Zerstörer oft daran, ihre Ladung vollständig zu entladen.
Die japanischen Pläne konnten im Großen und Ganzen aber umgesetzt werden. Der Tokyo Express verkehrte zwischen dem 1. und 14. Oktober jede Nacht und wurde durch Leichte Kreuzer und Wasserflugzeugtender ergänzt. So wurde er zu einem „Super-Express“, der neben Infanterie auch schwere Artillerie und Panzer transportieren konnte.

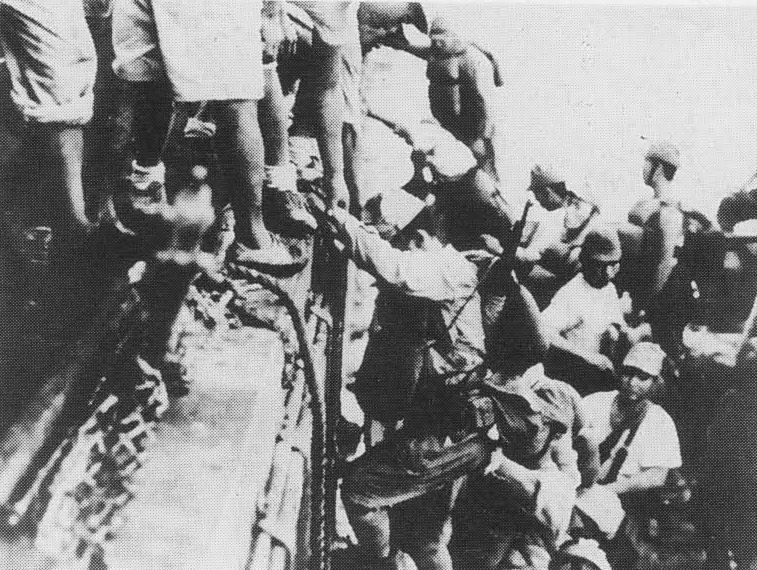
Japanische Soldaten gehen an Bord eines Zerstörer-Transporters zur Einschiffung nach Guadalcanal (Tokyo Express)

Der mehrfach überarbeitete und beschleunigte japanische Verstärkungsplan erforderte eine besonders wichtige Fahrt des Tokyo Express am 11. Oktober. Dabei kam es zur Schlacht von Cape Esperance. Unter  dem Kommando von Konteradmiral Gotō Aritomo wurden zwei Kampfverbände gebildet um Henderson Field zu bombardieren und die japanischen Bodentruppen zu verstärken. Die als Hochgeschwindigkeitskonvoi laufenden Truppentransporter sollten am späten Abend vor Guadalcanal eintreffen und mit dem Entladen beginnen. Unter dem Kommando von Konteradmiral Norman Scott gelang es einer Streitmacht die Japaner zu überraschen und die Nachschubfahrt zu unterbinden.
Während die Japaner weitere Luftangriffe auf Henderson Field flogen, näherte sich am 15. Oktober ein weiterer Hochgeschwindigkeitskonvoi Guadalcanal, in dessen Sichtweite sich nur einige Wasserflugzeuge und Zeros der 11. Luftflotte befanden. Zwei amerikanische Luftangriffe auf den Konvoi am Nachmittag erzielten kaum Wirkung. Um Mitternacht erreichte der Hochgeschwindigkeitskonvoi seinen Ankerplatz in Tassafaronga. Das Entladen verlief reibungslos und ohne Behinderung aus der Luft, da General Roy Geiger, der Kommandeur der Cactus Air Force, Nachtflüge verboten hatte.
Am Kap Esperance kam ebenfalls eine reguläre Fahrt des Tokyo Express an. Dort wurden 1.100 Soldaten an Land gebracht und Munition deponiert.
Während sich die beiden Luftflotten in der ersten Novemberwoche neu formierten, hatte der Tokyo Express Mühe, den massiven logistischen Bedarf der japanischen Armee zu decken. Trotz dreier gescheiterter Angriffe und massiver Verluste hatte die 17. Armee immer noch fast 20.000 Soldaten auf Guadalcanal, die mit Lebensmitteln und medizinischer Versorgung versorgt werden mussten. Außerdem wollte die 17. Armee für die im Dezember geplante nächste Offensive, weitere anderthalb Divisionen nach Guadalcanal verlegen. Der Rest der 38. Division sollte sofort verlegt werden, während eine weitere Division einen Monat später folgen sollte. Damit würde sich die japanische Gesamtstärke auf Guadalcanal bis Mitte November auf fast 30.000 Mann erhöhen, was durchschnittlich fünf Zerstörerfahrten pro Nacht erforderte. Die japanische Marine unternahm jedoch im Durchschnitt nur zwei Zerstörerfahrten pro Nacht. Darüber hinaus beklagte sich die 17. Armee darüber, dass die Marine von zehn geplanten Nachschubeinheiten aufgrund von Transportbeschränkungen nur sechs schickte, dass aufgrund des Verbots der Cactus Air Force auf dem Seeweg nur drei angelandet wurden und dass nur zwei für den Verbrauch übrig blieben, was größtenteils auf das Verbot der Cactus Air Force am Boden zurückzuführen war. Nachdem er sich für die Seite der Marine entschieden hatte, plante der Oberkommandierender der Vereinigten Flotte, Admiral Yamamoto Isoroku, für den 13. November, der als Z-Tag bezeichnet wurde, einen großen Konvoi.
Am Z-Day sollten elf Schwertransporte den Rest der 38. Division sowie schweres Material transportieren. Die Transporte sollten auch eine große Anzahl schwerer Artilleriegeschütze mitführen, um die Lücken zu schließen, die durch die Bombardierung von See oder aus der Luft entstanden waren. Um die Cactus Air Force für die amphibische Operation am 13. November zu bekämpfen, setzte Yamamoto die 11. Luftflotte und die Vereinigte Flotte in einem Ausmaß ein, wie es in diesem Feldzug noch nicht vorgekommen war. Der Konvoi sollte von schweren Überwasserstreitkräften und zwei leichten Flugzeugträgern eskortiert werden. Die 11. Luftflotte sollte ab Z-3 tägliche Angriffe auf Henderson Field fliegen, zwei Schlachtschiffe sollten das Flugfeld an Z-1 bombardieren und schwere Marine- und Luftangriffe sollten die Cactus Air Force am Z-Tag niederringen.
Am 12. November versammelte sich rund 130 km nördlich der Indispensable Strait zwischen den Inseln Santa Isabel und San Cristóbal die Kriegsschiffgruppe unter dem Kommando von Vizeadmiral Abe Hiroaki. Der Konvoi aus langsameren Transportschiffen und zwölf eskortierenden Zerstörern unter dem Kommando von Vizeadmiral Tanaka Raizō begann von der Gruppe der Shortland-Inseln aus die Fahrt den „Slot“ hinunter und kam in der Nacht des 13. November vor Guadalcanal an. In den Laderäumen der Transporter stapelten sich Vorräte für 30.000 Mann für zwanzig Tage und 31.500 verschiedene Artilleriegranaten. 83 Landungsboote wurden mitgeführt, auf deren Decks sich etwa 7.000 japanische Soldaten versammelt hatten. Kurz darauf entbrannte die Seeschlacht von Guadalcanal, bei der die Japaner eine taktische als auch eine strategische Niederlage erlitten. Innerhalb von drei Tagen starben etwa 1.900 Seeleute und Soldaten auf ihrer Seite. Im Gegenzug verloren die USA 1700 bis 1800 Seeleute.

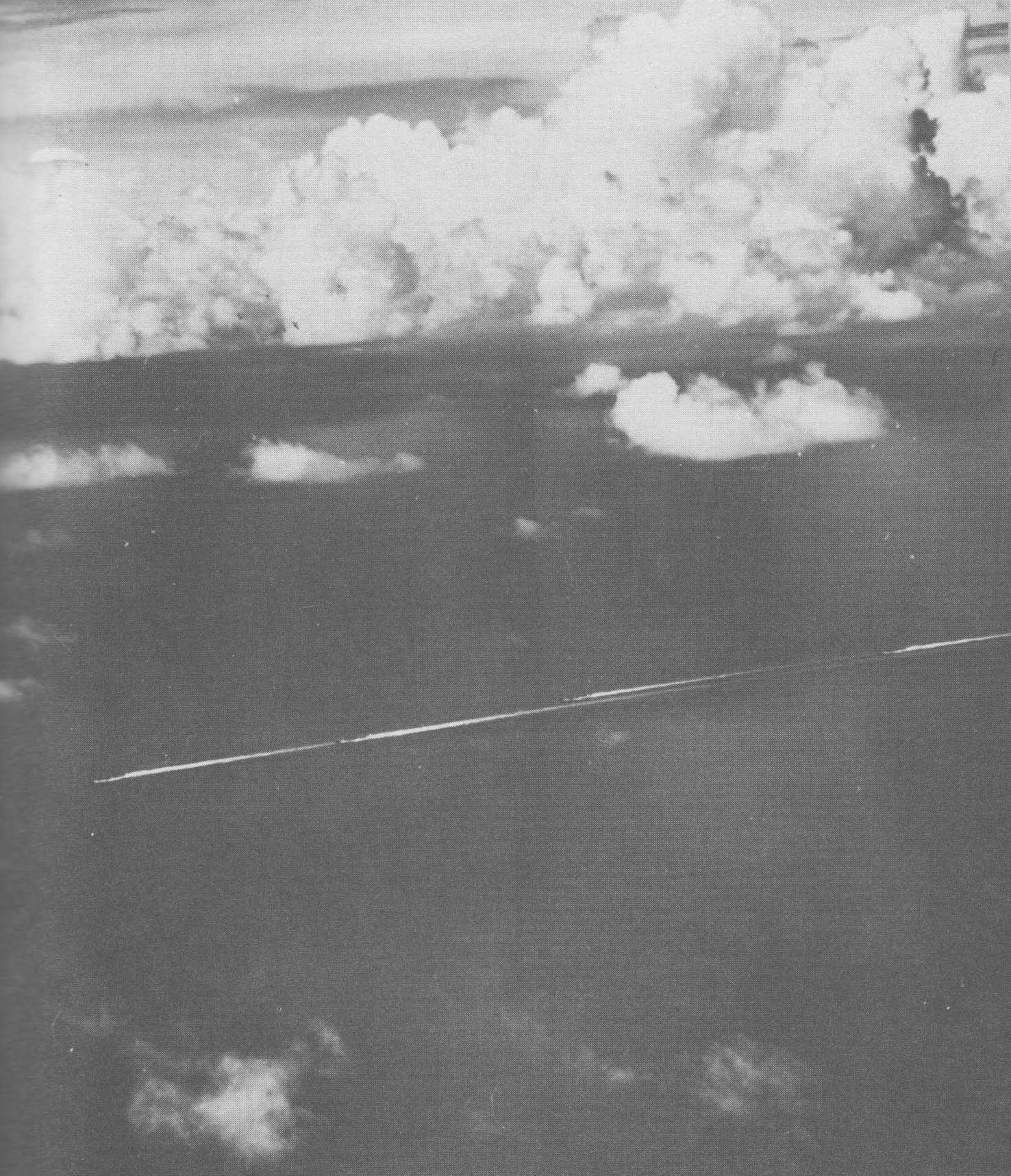
Vier japanische Zerstörer auf ihrer Rückfahrt, nachdem sie auf einem Tokyo-Express-Lauf nach Guadalcanal Vorräte und/oder Truppen geliefert haben.

Nach dieser Schlacht wurden die Fahrten des Tokyo Express bis Mitte Dezember fortgesetzt, wobei nur wenige Lebensmittel und Vorräte transportiert wurden und es zu einer weiteren nächtlichen Überwasseraktion kam. In der Nacht vom 30. November zum 1. Dezember demonstrierten acht, mit Nachschub beladene japanische Zerstörertransporter ihre Beherrschung der nächtlichen Torpedotaktik und fügten einem eigentlich überlegenen amerikanischen Einsatzverband eine heftige Niederlage zu. In der vierzigminütigen Schlacht bei Tassafaronga versenkte die japanische Marine einen amerikanischen Kreuzer und beschädigte drei weitere auf Kosten von nur einem eigenen Schiff.
Durch das Versäumnis, die meisten Truppen und Vorräte des Konvois nach Guadalcanal zu liefern, wurde die japanische Armee aber daran gehindert, eine weitere Offensive zur Rückeroberung von Henderson Field zu starten. Danach konnte die japanische Marine den japanischen Streitkräften auf Guadalcanal nur noch Grundnahrungsmittel und einige Ersatztruppen liefern. Wegen der anhaltenden Bedrohung durch die in Henderson Field stationierten alliierten Flugzeuge und die in der Nähe befindlichen amerikanischen Flugzeugträger waren die Japaner weiterhin auf die Lieferung mittels Kriegsschiffen per Tokyo Express an ihre Streitkräfte auf Guadalcanal angewiesen. Diese Vorräte und Ersatzlieferungen reichten jedoch nicht aus, um die Truppen auf der Insel zu versorgen, die bis zum 7. Dezember etwa 50 Männer pro Tag durch Unterernährung, Krankheiten und alliierte Boden- und Luftangriffe verloren. Am 12. Dezember schlug die japanische Marine vor, Guadalcanal aufzugeben.
Obwohl sich die Führungsebene der japanischen Armee zunächst dagegen stellte und immer noch hoffte, dass ihre Streitkräfte Guadalcanal zurückerobern könnten, stimmte das Generalhauptquartier mit Zustimmung von Kaiser Hirohito am 31. Dezember zu, dass alle japanischen Streitkräfte von der Insel evakuiert und eine neue Verteidigungslinie für die Gruppe der Salomonen auf New Georgia errichtet werden sollte. Dies bedeutete das Ende der Operation Ka.
Generalleutnant Imamura Hitoshi, der am 26. November das Kommando über die 8. Regionalarmee in Rabaul übernommen hatte, setzte seine erste Priorität auf die Fortsetzung der japanischen Versuche, Henderson Field und Guadalcanal zurückzuerobern. Die Lilliput-Offensive der Alliierten bei Buna in Neuguinea änderte jedoch seine Prioritäten. Da der Versuch der Alliierten, Buna einzunehmen, als ernstere Bedrohung für Rabaul angesehen wurde, verschob Imamura weitere größere Verstärkungsmaßnahmen auf Guadalcanal, um sich auf die Situation in Neuguinea zu konzentrieren.
Im Januar 1943 brachten japanische Zerstörer in wiederholten nächtlichen Unternehmungen Nachschub von Rabaul nach Kap Esperance. Zur Luftsicherung der Konvois des Tokyo Express wurden Flugzeuge von den im New-Georgia-Archipel gebauten Flugplätzen Munda Point auf New Georgia und Vila auf Kolombangara eingesetzt.
Da jedoch alle weiteren Versuche die Oberhand auf Guadalcanal zu gewinnen fehlschlugen, starteten die Japaner Anfang Februar 1943 die Operation Ke zur Evakuierung ihrer Truppen von der Insel. Die eigentliche Anstrengung bestand in drei großen Tokio-Express-Fahrten in der ersten Februarwoche, um die dort verbliebenen Soldaten von der Insel zu holen.